# 克莱蒙苏比朗
克莱蒙苏比朗（法語：Clermont-Soubiran，法語發音：[klɛʁmɔ̃ subiʁɑ̃]）是法国洛特-加龙省的一个市镇，属于阿让区。

## 地理
克莱蒙苏比朗（44°8'26"N, 0°49'55"E）面积10.39 平方千米，位于法国新阿基坦大区洛特-加龍省，该省份为法国西南部内陆省份，北起多爾多涅省，西接吉倫特省和朗德省，南至热尔省，东临塔恩-加龙省和洛特省。
与克莱蒙苏比朗接壤的市镇（或旧市镇、城区）包括：加斯克、戈尔费什、拉马日斯泰尔、瓦朗斯、格赖萨、圣罗曼勒诺布勒、圣于尔西斯、圣西克斯特。

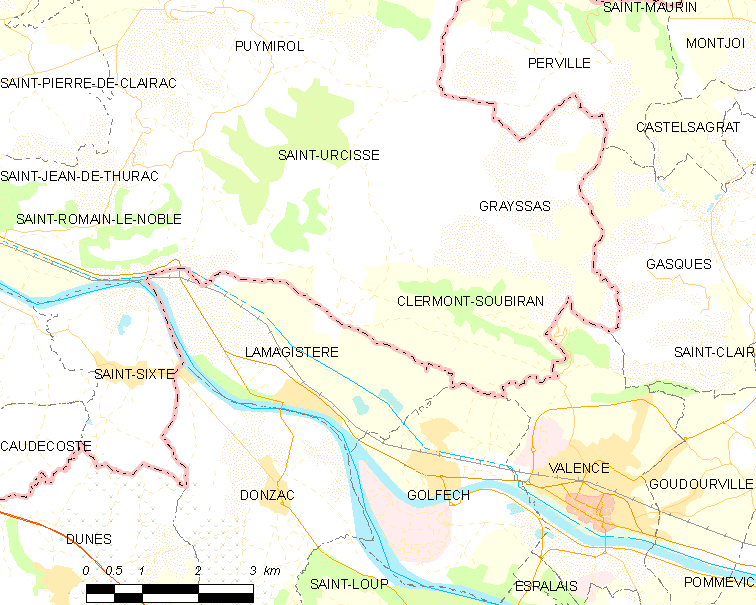
克莱蒙苏比朗的OSM定位图

克莱蒙苏比朗的时区为UTC+01:00、UTC+02:00（夏令时）。

## 行政
克莱蒙苏比朗的邮政编码为47270，INSEE市镇编码为47067。

## 政治
克莱蒙苏比朗所属的省级选区为东南阿日奈县。

## 人口

1962-2008年间克莱蒙苏比朗人口变化图示

克莱蒙苏比朗于2022年1月1日时的人口数量为405人。